# Wojciech J. Pulawski
Wojciech Jerzy Pulawski (* 22. November 1931 in Bielsk Podlaski) ist ein polnisch-US-amerikanischer Entomologe. Sein Forschungsschwerpunkt sind die Grabwespen.

## Leben
Pulawski besuchte von 1946 bis 1950 das Gymnasium in Zawiercie. Es folgte ein Biologiestudium an der Universität Breslau, wo er im Juni 1955 den Mastergrad erreichte. Von 1955 bis 1960 absolvierte er an derselben Universität sein Doktoratsstudium. Von 1956 bis April 1973 war er Hilfskraft an der Universität. Im Oktober 1960 wurde er zum Ph.D. und im November 1971 zum Doktor habilitowany (Dr. hab., Äquivalent zum Doctor of Science) promoviert. Von April 1973 bis Mai 1980 war er Assistenzprofessor. Von Mai 1980 bis Februar 1987 war er außerordentlicher Professor an der Universität Breslau. Seit 1981 lebt er in den Vereinigten Staaten und im Juni 1991 erhielt er die US-amerikanische Staatsbürgerschaft. Im Februar 1981 ging er an die California Academy of Sciences, wo er bis Juni 1983 Gastkurator, von Juli 1983 bis Juni 1984 Assistenzkurator sowie von Juli 1984 bis Juni 1992 außerordentlicher Kurator war. 1992 wurde er Kurator und gegenwärtig setzt er seine Arbeit als emeritierter Kurator fort. Pulawski war mehrfach Vorsitzender der entomologischen Abteilung der California Academy of Sciences, von 1983 bis 1987, von 1992 bis 1993, von August 1998 bis Dezember 2000, von Februar bis März 2001 und seit April 2007.
Von 1951 bis 1981 trug er eine persönliche Sammlung der Grabwestenfamilie Sphecidae zusammen, die 2000 Arten umfasst und 59 Holotypen beinhaltet. Pulawski sammelte in Polen, Bulgarien, Ägypten, im Ural, in den mittelasiatischen Sowjetrepubliken, in Florida und in den westlichen Vereinigten Staaten. Zudem betrieb er weltweit Handel mit Museen und Einzelpersonen und schenkte seine Sammlung schließlich der California Academy of Sciences. Von 1965 bis 1981 leitete er die entomologische Abteilung des Naturhistorischen Museums der Universität Breslau, wo seine Aufgaben die Präparation, die saisonale Schädlingskontrolle, die Reorganisation und Integration verschiedener Einzelsammlungen (hauptsächlich der Schmetterlinge), die Betreuung von Technikern und Leihgaben sowie die Mitwirkung bei der Finanzierung umfassten.
Pulawskis Hauptinteresse gilt der Grabwespenfamilie Sphecidae. Neben kleineren Artikeln veröffentlichte er mehrere Monographien, darunter Gatunki rodzaju Tachytes Panz. zachodniej i środkowej Palearktyki (Hym., Sphecidae) (1962), Sapygidae, Scoliidae, Tiphiidae, Methocidae, Myrmosidae, Mutillidae (1963), Les Tachysphex Kohl (Hym., Spechidae) de la région paléarctique occidentale et centrale (1971), A Revision of the neotropical Tachysphex Kohl (Hym., Sphecidae) = Neotropikalne gatunki rodzaju Tachysphex Kohl (Hym., Sphecidae) (1974), A Synopsis of Tachysphex Kohl (Hym., Sphecidae of Australia and Oceania) (1977), A revision of the Old World Parapiagetia Kohl (Sphecidae) (1977), A Revision of the World Prosopigastra Costa (Hymenoptera, Sphecidae) = Rewizja rodzaju Prosopigastra Costa (Hymenoptera, Sphecidae) (1979), Revision of North American Tachysphex wasps including Central American and Caribbean species (Hymenoptera: sphecidae) (1988), A revision of the wasp genus Kohliella (Hymenoptera: Sphecidae) (1991), World species of the wasp genus Holotachysphex de Beaumont (Hymenoptera: Sphecidae) (1992), The Wasp Genus Gastrosericus Spinola, 1839 (Hymenoptera: Sphecidae) (1995), The wasp genus Tachysphex Kohl, 1883, of Sahara, Sub-Saharan Africa, the Arabian Peninsula, and Madagascar: (Hymenoptera: Apoidea: Crabronidae) (2007), A revision of the wasp tribe Palarini Schrottky, 1909 : (Hymenoptera: Apoidea: Crabronidae) (2008, mit Michael A. Prentice), Revision of the Wasp Genus Sericophorus F.Smith, 1851 (Hymenoptera: Apoidea: Crabronidae) (2010, mit Ole Lomholdt), A review of the genus Larrisson Menke, 1967, and description of the new genus Larrissa (Hymenoptera, Crabronidae) (2012), A revision of the wasp genus Pison Jurine, 1808 of Australia and New Zealand, New Guinea, and the Pacific Islands (Hymenoptera: Crabronidae) (2018).

## Dedikationsnamen
Nach Pulawski sind unter anderem die Arten Dryudella pulawskii, Solierella pulawskii, Ammophila pulawskii, Dudleyellus pulawskii, Deinopsis pulawskii, Mimesa pulawskii, Oxybelus pulawskii, Podalonia pulawskii, Pepsis pulawskii, Nomada pulawskii, Pison pulawskii, Sericophorus pulawskii, Smicromyrme pulawskii, Ectemnius pulawskii, Nomia pulawskii, Diploplectron pulawskii, Leptomenes pulawskii, Pseudomicroides pulawskii, Pemphredon pulawskii, Oxybelomorpha pulawskii, Eremiasphecium pulawskii, Yelicones pulawskii, Dinetus pulawskii und Argogorytes pulawskii benannt.